# Тренчев, Иво
Иво Кирилов Тренчев (4 апреля 1972, Сандански) — болгарский футболист, выступавший на позиции центрального защитника, и футбольный тренер. Выступал в высших дивизионах Болгарии и Китая. Чемпион Болгарии 2002 года.

## Биография
Выступал за болгарские клубы высшего дивизиона «Пирин» (Благоевград), софийские «Славию», «ЦСКА», «Левски», «Локомотив», варненский «Спартак». Сыграл в чемпионате Болгарии более 200 матчей, также принимал участие в играх еврокубков. В сезоне 2001/02 стал чемпионом страны в составе «Левски».
В 2003 году впервые перешёл в иностранный клуб — китайский «Шэньси Голи». В 2004 году выступал в первом дивизионе России за «Терек», сыграл 18 матчей и забил 1 гол в первенстве страны. Вместе с командой стал обладателем Кубка России 2003/04, однако в этой кубковой кампании не сыграл ни одной игры, в финальном матче остался на скамейке запасных. В 2006—2008 годах снова играл в Китае, в составе клуба «Хэнань Цзянье», и в 2006 году стал победителем турнира первого дивизиона.
После возвращения в Болгарию провёл полсезона в клубе высшего дивизиона «Локомотив» (Мездра), затем играл в командах низших лиг. Завершил игровую карьеру в 40-летнем возрасте.
В 2013 году начал тренерскую карьеру в клубе «Пирин» (Благоевград). В апреле-июне 2015 года исполнял обязанности главного тренера клуба. В 2016 году тренировал любительскую сборную Болгарии, также в июле 2016 — январе 2017 возглавлял клуб «Септември». С июня 2017 года работает ассистентом Ясена Петрова в своём бывшем клубе «Хэнань Цзянье».